# Dynamite (BTS-Lied)
Dynamite ist ein Lied der südkoreanischen Boyband BTS aus dem Jahre 2020. Die erste Single ihres fünften koreanischsprachigen Albums BE wurde von David Stewart und Jessica Agombar geschrieben sowie von ersterem produziert.

## Hintergrund
Bei Dynamite handelt es sich um das erste Lied von BTS, das komplett in englischer Sprache verfasst ist. Es debütierte umgehend auf Platz 1 der US-amerikanischen Billboard Hot 100. Dies war das erste Mal, dass ein Song eines rein koreanischen Interpreten die Spitze dieser Landescharts erreichte (die zuvor auf Nummer 1 gechartete Band Far East Movement besaß zwei Mitglieder dieser Nationalität). Zudem erzielte es mit 265.000 Verkäufen die höchsten Downloadzahlen in einer Woche seit 2017. Das Musikvideo, das zeitgleich mit dem Lied auf YouTube erschienen ist, konnte mehrere Rekorde aufstellen: So wurde es bei seiner Premiere von drei Millionen Zuschauern verfolgt sowie innerhalb von zwanzig Minuten 10 Millionen Mal angesehen und verzeichnete nach 24 Stunden bereits 101,1 Millionen Aufrufe. Als Dankeschön veröffentlichte die Band bald darauf noch ein zweites Video zum Titel.

## Musik und Text
Dynamite ist ein Disco-Pop-Song, dessen Hauptfokus auf seinem eingängigen Refrain liegt und dessen stampfender Beat mit weichen Synthesizern, Klaviertönen, Funk-Gitarren und Bläsern unterlegt ist. Die Bandmitglieder greifen insbesondere im Chorus auf die Falsettgesangstechnik zurück; der letzte Refrain ist einen Ganzton höher gesungen und gespielt (siehe Rückung). Inhaltlich propagiert der Track eine positive Lebenseinstellung, Selbstbewusstsein und Liebe zur Musik.

## Musikvideo
Das erste, unter der Regie von Yong Seok Choi entstandene Musikvideo zu Dynamite zeigt die Bandmitglieder zunächst vor einem ins Licht der Abenddämmerung getauchten Himmel stehen. Danach ist Jungkook zu sehen, der in einem mit Postern übersäten Zimmer Milch trinkt, singt und tanzt. In der nächsten Szene ist RM in einem Plattenladen zu sehen, während J-Hope in einem Donut-Store singt. Im Refrain stehen oder tanzen alle Mitglieder vor einem Donutladen. V steht vor einem Eiswagen, RM und Suga auf einem Basketballplatz. Es folgt eine Aufnahme von Jimin vor einem kleineren Laden, danach ist die gesamte Band vor einer Diskothek zu sehen. Später singen sie alle gemeinsam vor den bereits gezeigten Kulissen, auf einer Tanzfläche sowie auf einer Wiese, bevor hinter ihnen bunte Farbgebilde in Erscheinung treten. Das zweite, als B-Side betitelte Musikvideo spielt an denselben Locations, verwendet jedoch alternative Takes.

## Rezeption

### Rezensionen
Die Kritiken zu Dynamite fielen gemischt, aber tendenziell positiv aus. So wurde dem Lied durchwegs ein großes Ohrwurmpotenzial sowie das Zeug zum Sommerhit zugeschrieben; sein Refrain wäre über alle Maßen eingängig und die Produktion glatt poliert. Es wurden vermehrt Vergleiche mit einigen der erfolgreichsten Songs der 2010er Jahre gezogen, so etwa mit Uptown Funk (Mark Ronson feat. Bruno Mars), Despacito (Luis Fonsi feat. Daddy Yankee), Can’t Stop the Feeling! (Justin Timberlake), Old Town Road (Lil Nas X), I Like It (Cardi B feat. Bad Bunny & J Balvin) oder dem Katy-Perry-Album Teenage Dream. Dynamite sei radiotauglich, gut geschrieben und brächte ein leichtes, aufheiterndes Gefühl mit, womit es prädestiniert sei, ein Blockbuster zu werden. Einigkeit bestand neben der hohen Qualität im Popbereich allerdings auch darin, dass es sich um einen der am wenigsten experimentellen, dafür aber massentauglichsten und westlichst klingenden Titel der Band handle – so merkte man etwa an, dass der Text des Liedes oft Bezug zu westlicher Popkultur nehme. In dieser Sparte würde er zur Gänze brillieren, dabei allerdings auf den Klang verzichten, der die Gruppe ursprünglich zum weltweiten Phänomen machte. So wurde z. B. bedauert, dass kein Rap vorhanden sei.

### Chartplatzierungen
| ChartsChartplatzierungen       | Höchstplatzierung | Wochen |
| ------------------------------ | ----------------- | ------ |
| Deutschland (GfK)              | 8 (29 Wo.)        | 29     |
| Österreich (Ö3)                | 9 (20 Wo.)        | 20     |
| Schweiz (IFPI)                 | 4 (27 Wo.)        | 27     |
| Südkorea (KMCA)                | 1 (… Wo.)         | …      |
| Vereinigte Staaten (Billboard) | 1 (32 Wo.)        | 32     |
| Vereinigtes Königreich (OCC)   | 3 (27 Wo.)        | 27     |

| ChartsJahrescharts (2020)      | Platzierung |
| ------------------------------ | ----------- |
| Österreich (Ö3)                | 75          |
| Schweiz (IFPI)                 | 94          |
| Südkorea (KMCA)                | 11          |
| Vereinigte Staaten (Billboard) | 38          |

| ChartsJahrescharts (2021)      | Platzierung |
| ------------------------------ | ----------- |
| Südkorea (KMCA)                | 3           |
| Vereinigte Staaten (Billboard) | 41          |

### Auszeichnungen für Musikverkäufe
| Land/Region                  | Auszeichnungen für Musikverkäufe (Land/Region, Auszeichnung, Verkäufe) | Verkäufe  |
| ---------------------------- | ---------------------------------------------------------------------- | --------- |
| Australien (ARIA)            | 2× Platin                                                              | 140.000   |
| Belgien (BRMA)               | Platin                                                                 | 40.000    |
| Dänemark (IFPI)              | Platin                                                                 | 90.000    |
| Deutschland (BVMI)           | Gold                                                                   | 200.000   |
| Finnland (IFPI)              | Gold                                                                   | 20.000    |
| Frankreich (SNEP)            | Diamant                                                                | 333.333   |
| Griechenland (IFPI)          | Gold                                                                   | 10.000    |
| Italien (FIMI)               | 2× Platin                                                              | 140.000   |
| Japan (RIAJ)                 | 2× Platin                                                              | 500.000   |
| Kanada (MC)                  | 5× Platin                                                              | 400.000   |
| Mexiko (AMPROFON)            | Gold                                                                   | 30.000    |
| Neuseeland (RMNZ)            | Platin                                                                 | 30.000    |
| Polen (ZPAV)                 | Platin                                                                 | 20.000    |
| Portugal (AFP)               | Platin                                                                 | 10.000    |
| Spanien (Promusicae)         | 2× Platin                                                              | 120.000   |
| Vereinigte Staaten (RIAA)    | 5× Platin                                                              | 5.000.000 |
| Vereinigtes Königreich (BPI) | Platin                                                                 | 600.000   |
| Insgesamt                    | 4× Gold · 24× Platin · 1× Diamant ·                                    | 7.683.333 |

Hauptartikel: BTS (Band)/Auszeichnungen für Musikverkäufe